# Tracy Mpati
Tracy Mpati Bibuangu (Brussel, 21 maart 1992) is een Belgisch voetballer die sinds 2020 uitkomt voor RWDM. Mpati wordt doorgaans ingezet als rechterverdediger.

## Biografie
Mpati begon zijn profcarrière bij White Star Woluwe in Tweede klasse. In het seizoen 2012/13 nam hij met White Star deel aan de eindronde voor promotie naar Eerste klasse, maar White Star behaalde hierin amper 1 punt. De club stond nadien op de rand van afgrond en werd in 2013 overgenomen door John Bico, die de club herdoopte tot White Star Brussel. Mpati bleef nog één seizoen onder Bico spelen, alvorens in 2014 over te stappen naar Racing Mechelen. Ook bij Racing Mechelen werd Mpati een vaste waarde in de verdediging, maar de club degradeerde op het einde van het seizoen.
In 2015 keerde Mpati terug naar Brussel, ditmaal ging hij voor Union Sint-Gillis spelen. De elfvoudige landskampioen was na zeven seizoenen in Derde klasse weer naar Tweede klasse gepromoveerd en verteerde die promotie erg goed. In zijn tweede seizoen met Union plaatste Mpati zich zelfs voor Play-off 2, waar Union ondanks een goede start gedeeld laatste eindigde. De voormalige topclub had echter toch een goede indruk nagelaten, alsook Mpati. Op het einde van het seizoen versierde hij een transfer naar eersteklasser KSC Lokeren.
In zijn eerste seizoen bij Lokeren kwam Mpati nog veel aan spelen toe, maar het seizoen 2018/19 moest hij grotendeels missen door een zware achillespeesblessure. Eind januari 2019 maakte Mpati zijn comeback na tien maanden blessureleed, maar twee maanden later zat het seizoen er al op voor Lokeren omdat de club degradeerde naar Eerste klasse B en zodoende geen play-offs speelde.
Na het faillissement van Lokeren tekende Mpati in mei 2020 bij RWDM, dat net gepromoveerd was naar Eerste klasse B. Hij werd er meteen een vaste waarde. Op 26 september 2020 scoorde hij zijn eerste officiële goal voor de club, uitgerekend in de derby tegen zijn ex-club Union.

## Clubstatistieken
| Seizoen         | Club               | Land            | Competitie      | Competitie | Competitie | Beker | Beker | Totaal | Totaal |
| Seizoen         | Club               | Land            | Competitie      | Wed.       | Dlp.       | Wed.  | Dlp.  | Wed.   | Dlp.   |
| --------------- | ------------------ | --------------- | --------------- | ---------- | ---------- | ----- | ----- | ------ | ------ |
| 2011/12         | White Star Woluwe  | België          | Tweede klasse   | 26         | 4          | 0     | 0     | 26     | 4      |
| 2012/13         | White Star Woluwe  | België          | Belgacom League | 20         | 0          | 0     | 0     | 20     | 0      |
| 2013/14         | White Star Brussel | België          | Belgacom League | 12         | 0          | 0     | 0     | 12     | 0      |
| 2014/15         | Racing Mechelen    | België          | Proximus League | 26         | 0          | 2     | 0     | 28     | 0      |
| 2015/16         | Union Sint-Gillis  | België          | Proximus League | 32         | 0          | 1     | 0     | 33     | 0      |
| 2016/17         | Union Sint-Gillis  | België          | Proximus League | 37         | 1          | 1     | 0     | 38     | 1      |
| 2017/18         | KSC Lokeren        | België          | Eerste klasse A | 20         | 0          | 1     | 0     | 21     | 0      |
| 2018/19         | KSC Lokeren        | België          | Eerste klasse A | 6          | 0          | 0     | 0     | 6      | 0      |
| 2019/20         | KSC Lokeren        | België          | Eerste klasse B | 10         | 0          | 1     | 0     | 11     | 0      |
| 2020/21         | RWDM               | België          | Eerste klasse B | 15         | 1          | 2     | 0     | 17     | 1      |
| Carrière totaal | Carrière totaal    | Carrière totaal | Carrière totaal | 204        | 6          | 8     | 0     | 212    | 6      |